# Bernardinnenabdij Valsauve

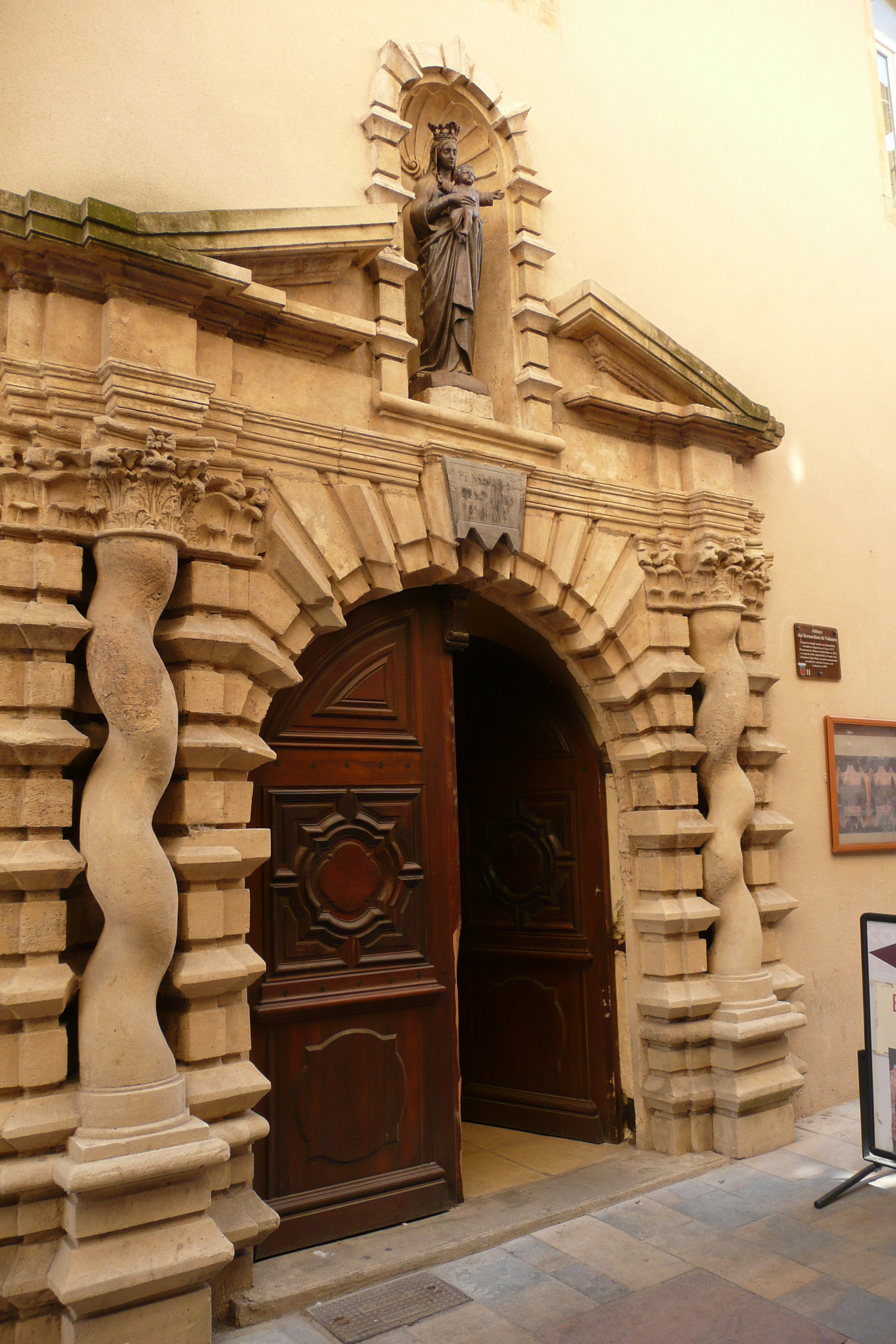
Ingangspoort van de voormalige abdij, thans Centre d'Art Rhodanien Saint-Maur, in Bagnols-sur-Cèze (Frankrijk)

De Bernardinnenabdij of Cisterciëncerinnenabdij Valsauve (1375-1790)  is een voormalige abdij in Bagnols-sur-Cèze, in het Franse departement Gard. Destijds bevond de abdij zich in de provincie Languedoc van het koninkrijk Frankrijk.

## Historiek
Aanvankelijk hadden de bernardinnen hun abdij nabij Verfeuil in het bisdom Uzès. Ten zuiden van Verfeuil hadden zij hun domein, genaamd Valsauve. Deze naam betekende Veilige vallei. Dit was nochtans niet de realiteit. Zij vluchtten er weg omwille van aanhoudend wapengeweld. In 1375 betrokken ze in het centrum van Bagnols, aan de rivier Cèze, hun nieuwe abdij (bisdom Nîmes). Ze behielden de naam Valsauve. Rondom de middeleeuwse abdij verrees in de 17e eeuw een groter gebouw. Deze had een grote inrijpoort, met gedraaide zuilen naast de ingang. Boven de inrijpoort staat tot op de dag van vandaag, een Mariabeeld. De bouwwerken hadden te maken met het koninklijk statuut van de abdij: ze werd immers genoemd Abbaye royal de Notre-Dame de Valsauve.
De abdij sloot de deuren in 1790, ten tijde van de Franse Revolutie.
In de 19e eeuw trokken de Dames de Saint Maur in het gebouw (1841). Dit waren kloosterzusters die zich bezig hielden met meisjesonderwijs. In 1939 bekwamen de zusters dat de ingangspoort als beschermd monument en monument historique erkend werd. Tot in het jaar 1989 werd er onderwijs gegeven. 
De ingangspoort onderging een restauratie in 1999. De kapel van de abdij dient als museum- en tentoonstellingsruimte voor het Centre d’Art Rhodanien Saint-Maur.